# Nero di carbone

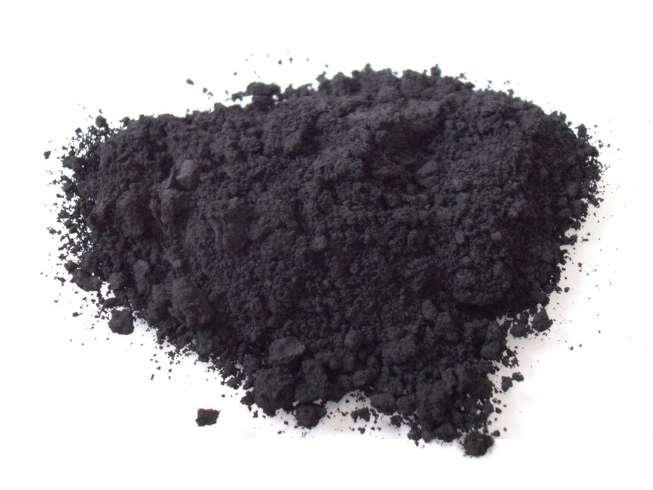
Polvere di carbon black

Il nero di carbone (o, più correttamente, nero di carbonio, o nerofumo o carbon black) è un pigmento, prodotto dalla combustione incompleta di prodotti petroliferi pesanti quali, catrame di carbone fossile, catrame ottenuto dal cracking dell'etilene, o da grassi ed oli vegetali.
Il nero di carbonio è una forma di particolato carbonioso ad alto rapporto superficie/volume come parametro importante per la resa colorimetrica, anche se lo stesso rapporto è basso rispetto al carbone attivo. È diverso dalla fuliggine sempre per un rapporto tra superficie e volume più alto, ed un trascurabile e non biodisponibile contenuto di IPA. Il maggior impiego è come pigmento per il rinforzamento della gomma e dei prodotti plastici.
L'attuale Agenzia internazionale per la ricerca sul cancro (IARC), ha valutato che il "nero carbonio è probabilmente cancerogeno (Lista delle sostanze cancerogene IARC Gruppo 2B | Gruppo 2B)". L'esposizione a breve termine ad alte concentrazioni di nero di carbonio in polvere può causare disagio al tratto respiratorio superiore, attraverso irritazione meccanica.

## Usi
Circa il 70% del nero di carbonio è utilizzato nell'industria degli pneumatici. Il nero di carbonio negli pneumatici influisce su diversi fattori quali:
- la conduzione del calore del battistrada sull'intera area della cintura dello pneumatico, riducendo il danno termico ed aumentandone la durata.
- usura: le proprietà di usura alla trazione, frizione e abrasione sono cruciali praticamente in tutti i prodotti in gomma e questo inciderà pesantemente sulla possibilità di scelta della colorazione. Dove le proprietà fisiche sono importanti, ma sono richiesti colori diversi dal nero, come il bianco delle scarpe da tennis, si impiegano precipitati della silice (silice pirogenica) come valida alternativa nel rinforzare la capacità meccaniche. Anche il Biossido di silicio ha guadagnato quote di mercato negli pneumatici per autoveicoli, perché fornisce una maggior efficienza nel consumo del carburante. Tradizionalmente i riempitivi a base di silice davano proprietà di usura peggiori, ma la tecnologia di sintesi è gradualmente migliorata fornendo oggi prodotti che competono con il nero di carbonio.

Particelle di nero di carbonio vengono impiegate come materiale radar assorbente, oppure UV assorbente, quindi come preservante nei manufatti esposti a queste radiazioni.
Come pigmento: nelle vernici e nelle patine, negli inchiostri, nella colorazione in massa della carta, nel toner per fotocopiatrice e stampante laser.
La produzione totale è stata di circa 8 930 000 tonnellate nel 2006.
Il nero di carbonio è stato utilizzato in passato come colorante alimentare (additivo E152), ma il suo uso per questo scopo è vietato in Unione Europea dal 1977; non deve essere confuso con il carbone attivo, di origine vegetale (additivo E153).
È anche un pigmento usato nella pittura.

## Effetti sul cambiamento climatico
Le particelle di nero di carbone assorbono radiazioni solari e radiazioni infrarosse (emesse dalla superficie terrestre) e per questo motivo, se sospese in atmosfera, hanno un potenziale di riscaldamento globale (global warming potential, GWP) molto elevato. Il tempo di permanenza nell'atmosfera delle particelle di nero di carbone è dell'ordine di alcune settimane (mentre quello dell'anidride carbonica è dell'ordine di 1000 anni). Le distanze percorse dalle particelle possono essere molto elevate e, in presenza di venti sufficientemente forti, superano anche le centinaia di chilometri. Oltre ad avere un effetto rilevante in atmosfera, il nero di carbone gioca un ruolo importante anche sulla superficie terrestre. Il caso più rilevante è quello delle superfici dei ghiacciai. Il nero di carbone che, una volta trasportato dal vento, si deposita sulla superficie bianca di un ghiacciaio, ne causa il cambiamento di colore, riducendo la percentuale di radiazione solare riflessa e aumentando quella assorbita, causando un'intensificazione del processo di fusione del ghiaccio.